# 補體成分9
補體成分9（英語：Complement component 9）是與補體系統有關的一種蛋白質。它是補體膜攻擊複合物（MAC）家族的一員，能誘導細胞膜上孔洞的產生。

## 外部連結
- 醫學主題詞表（MeSH）：Complement+9